# Nguyễn Khắc Thuần
Nguyễn Khắc Thuần là nhà sử học, là một giảng viên đại học ở Việt Nam (hiện là trưởng khoa Việt Nam học Đại học Bình Dương) và là tác giả của nhiều bộ sách lịch sử, văn hóa. Ông có hai bộ sách được công nhận kỷ lục Guinness Việt Nam năm 2011.

## Tiểu sử
Trước khi tham gia vào lĩnh vực sử học, ông từng ở trong quân đội, làm việc tại báo Văn nghệ giải phóng trong thời kỳ chiến tranh cùng với Trần Bạch Đằng, Nguyễn Quang Sáng, Nguyễn Duy. Sau năm 1975, ông vào làm giảng dạy về lịch sử, văn hóa trong ngành sư phạm. Ông từng là giảng viên tại Đại học Khoa học Xã hội Nhân văn Thành phố Hồ Chí Minh. Ông hiện nay là trưởng khoa Việt Nam học của trường Đại học Bình Dương.

## Các tác phẩm chính
- Việt sử giai thoại, 8 tập - Nhà xuất bản Giáo dục
- Danh tướng Việt Nam, 5 tập - Nhà xuất bản Giáo dục
- Thế thứ các triều vua Việt Nam
- Đại cương lịch sử cổ trung đại Việt Nam
- Các đời đế vương Trung Hoa - Nhà xuất bản Giáo dục
- Đại cương lịch sử văn hóa Việt Nam (5 tập)
- Trông lại ngàn xưa (3 tập)
- Giai thoại dã sử Việt Nam

## Các tác phẩm dịch và hiệu đính
- Phủ Biên tạp lục, Lê Quý Đôn
- Đại Việt thông sử, Lê Quý Đôn
- Kiến văn tiểu lục, Lê Quý Đôn
- Vân đài loại ngữ, Lê Quý Đôn
- Hà Tiên trấn Hiệp trấn Mạc thị gia phả - Vũ Thế Dinh
- Ô Châu cận lục, Dương Văn An
- Đại Nam quốc sử diễn ca, Lê Ngô Cát, Phạm Đình Toái

## Kỷ lục Việt Nam
Đầu tháng 11/2011, Trung tâm sách kỷ lục Việt Nam đã công nhận Nhà sử học Nguyễn Khắc Thuần đã đạt kỷ lục Việt Nam cho hai nội dung sau:
- Công trình dịch thuật, hiệu đính và chú giải sách chữ Hán cổ lớn nhất do một người thực hiện (Bộ sách Lê Quý Đôn tuyển tập - 8 tập, Nhà xuất bản Giáo dục Việt Nam).
- Công trình lớn nhất về lịch sử văn hoá Việt Nam do một người biên soạn (Bộ sách Đại Việt sử lược - 5 tập, Nhà xuất bản Giáo dục Việt Nam).[2]

## Câu nói nổi tiếng
| “                   | Không gì bằng những hành động mà người dân nào cũng mong đợi: xử lý nghiêm, công minh và minh bạch các vụ án tham nhũng, bảo vệ triệt để những người đứng ra tố cáo tham nhũng. Người dân phải nghe, thấy, sờ được những hành động này của Chính phủ | ” |
| — Nguyễn Khắc Thuần | |   |